# Johannes Daniël van Lennep
Johannes Daniël van Lennep (Leeuwarden, 18 november 1724 – Borcht of Burscheid (nabij Aken), 6 februari 1771) was een Nederlands classicus en vijftien jaar lang hoogleraar Latijn en Grieks aan de Universiteit van Groningen.

## Levensloop
Johannes Daniël van Lennep was een zoon van Theodoor van Lennep, een officier in het leger, en Sibilla Maria Louisa Hoefman. Hij bezocht de Latijnse school in Leeuwarden (1732-1742) en studeerde vervolgens tot 1747 in Franeker bij Valckenaer en Schrader. Daarna studeerde hij nog vijf jaar bij Hemsterhuis in Leiden. In 1752 werd hij hoogleraar Grieks en Latijn in Groningen. In 1762-63 was hij rector. Bij zijn aftreden hield hij een rectoraatsrede De altitudine dictionis sacrae, waarin hij betoogde dat de taal die in het Nieuwe Testament wordt gebruikt, als verheven moet worden beschouwd. In 1767 werd hij benoemd tot hoogleraar in Franeker, maar ziekte maakte hem het werken onmogelijk. Hij stierf in 1771 nabij Aken toen hij daar de baden bezocht om te kuren.

## Werk
Van Lennep behoorde als leerling van Valckenaer en Hemsterhuis tot de zogenaamde ‘Schola Hemsterhusiana’. Hij had daarom een voorkeur voor het Grieks. Bij wijze van afstudeerproject publiceerde hij in 1747 een editie van De roof van Helena van Colluthus, en na zijn dood werd zijn editie van de brieven van Phalaris door Valckenaer bezorgd (Phalaridis Epistolae, Groningen 1777). Deze bevat ook een vertaling in het Latijn van de belangrijke Dissertation on the Epistles of Phalaris van de Engelse geleerde Richard Bentley.
De invloed van de Schola Hemsterhusiana liet zich echter vooral gelden in het belang dat Van Lennep hechtte aan de analogie. Uitgangspunt van deze opvatting is dat een taal van oorsprong regelmatig is en geen anomalieën kent. Door het zoeken van voorbeelden werden analogieën (overeenkomstige verschijnselen) vastgesteld waarmee het mogelijk zou zijn het achterliggende, oorspronkelijke systeem van een taal (in dit geval het Grieks) te doorgronden. Hierin ging Van Lennep veel verder dan zijn leermeester Valckenaer. Hij beschouwde de analogie als het belangrijkste middel om de taal te benaderen. Hij sprak hier al over in zijn inaugurele rede De linguarum analogia (‘Over de analogie in de talen’) uit 1752. Zijn collegedictaat Praelectiones academiae de Analogia Linguae Graecae sive Rationum analogicarum Linguae Graecae expositio (‘Lezingen aan de academie over de analogie in de Griekse taal, of uiteenzetting van de analogische regelmatigheden in de Griekse taal’) werd in 1790 postuum uitgegeven door Everardus Scheidius samen met de Observationes academicae van Valckenaer en een uiteenzetting over de analogie van hemzelf. Ook een werk van Van Lennep waarin de analogie op de etymologie van het Grieks werd toegepast, verscheen postuum (Etymologicum Linguae Graecae, Utrecht 1790).